# Fliegerabteilung 208 (Artillerie)
Fliegerabteilung 208 (Artillerie) – FA A 208 (Oddział lotniczy artylerii nr 208) – niemiecka jednostka obserwacyjna i rozpoznawcza wspomagania artyleryjskiego Luftstreitkräfte z I wojny światowej.

## Informacje ogólne
Jednostka została utworzona w dniu 1 grudnia 1916 roku z Artillerie-Fliegerabteilung 208. Jednostka uczestniczyła w walkach na froncie zachodnim, została rozwiązana po kapitulacji Niemiec.
W jednostce służyli m.in. Karl Bohnenkamp późniejszy dowódca Jagdstaffel 22, Hans Müller.

## Dowódcy eskadry
| Stopień | Nazwisko | Okres |
| ------- | -------- | ----- |
| kapitan | Usbek    |       |